# Estação Skärholmen
A Estação Skärholmen é uma das estações do Metropolitano de Estocolmo, situada no condado sueco de Estocolmo, entre a Estação Vårberg e a Estação Sätra. Faz parte da Linha Vermelha.
Foi inaugurada em 1º de março de 1967. Atende a localidade de Skärholmen, situada na comuna de Estocolmo.
Encontra-se na praça Skärholmstorget, a cerca de 5 metros de profundidade, distando 11,7 quilómetros da estação de Slussen. Encontra-se decorada com 23 imagens da autoria de Ulf Wahlberg, datando de 1990.

| Oeste ou norte           |  |              |  | Leste ou Sul                             |
| ------------------------ |  | ------------ |  | ---------------------------------------- |
| Vårberg sentido Norsborg |  | Line 13 (en) |  | Sätra sentido Ropsten metro station (en) |
| editar no Wikidata       |  |              |  |                                          |